# دانگ‌فنگ ام‌ایکس۵
دانگ‌فنگ ام‌ایکس۵ یک کراس اوور سایز کوچک است که از سال ۲۰۱۶ تا ۲۰۱۷ توسط دانگ‌فنگ در چین تولید شد.

## بررسی اجمالی
این خودرو در سال ۲۰۱۶ در نمایشگاه خودروی چنگدو چین معرفی شد، ام‌ایکس۵ در زمان عرضه در سال ۲۰۱۶ با قیمت‌های مختلف از ۱۰۳٬۵۰۰ یوان تا ۱۳۵٬۵۰۰ یوان در دسترس بازار بود.

### سکو
ابعاد این خودرو به طول ۴٬۷۲۰ میلیمتر (۱۸۵٫۸ اینچ)، عرض ۱٬۸۵۰ میلیمتر (۷۲٫۸ اینچ) و ارتفاع ۱٬۷۲۷ میلیمتر (۶۸٫۰ اینچ) است.

### پیشرانه
این خودرو با یک موتور ۲٫۰ لیتری با قدرت ۱۴۶ اسب بخار و یک موتور ۱٫۴ لیتری توربو با قدرت ۱۴۰ اسب بخار، با گیربکس شش سرعته دستی یا جعبه دنده CVT مجهز است که سرعت این خودرو را تا ۱۷۸ کیلومتر برساعت می‌رساند.

## نگارخانه

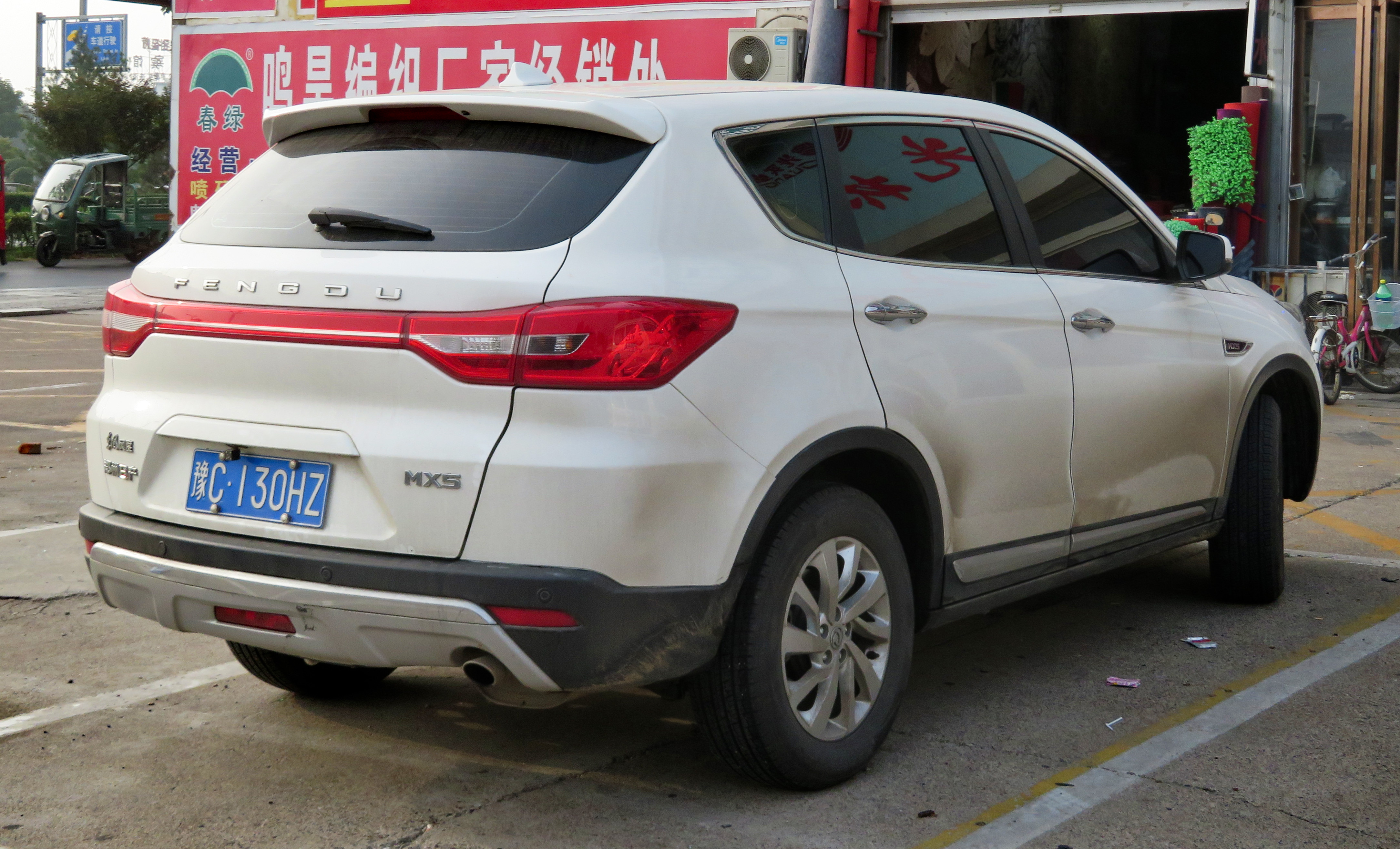
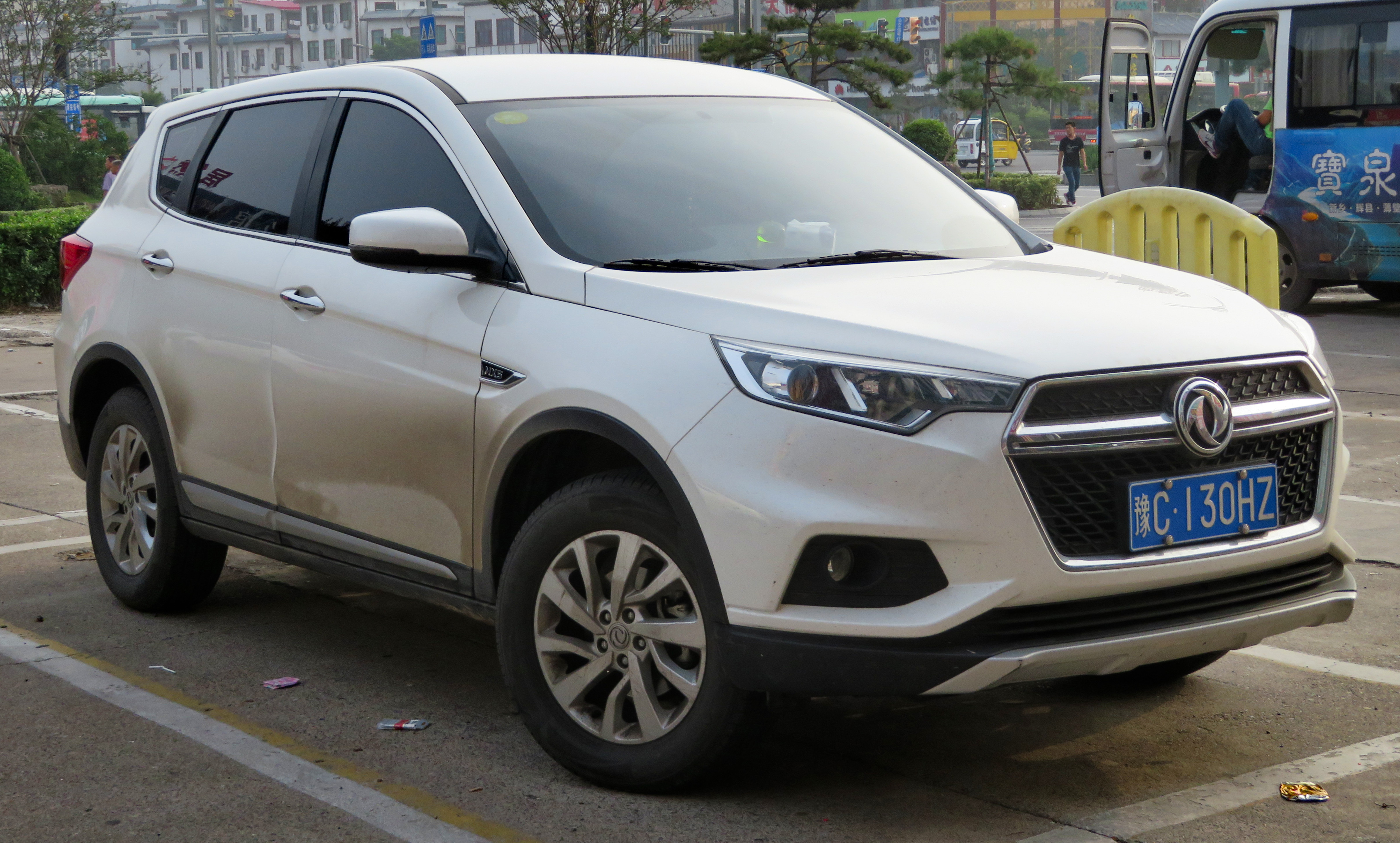
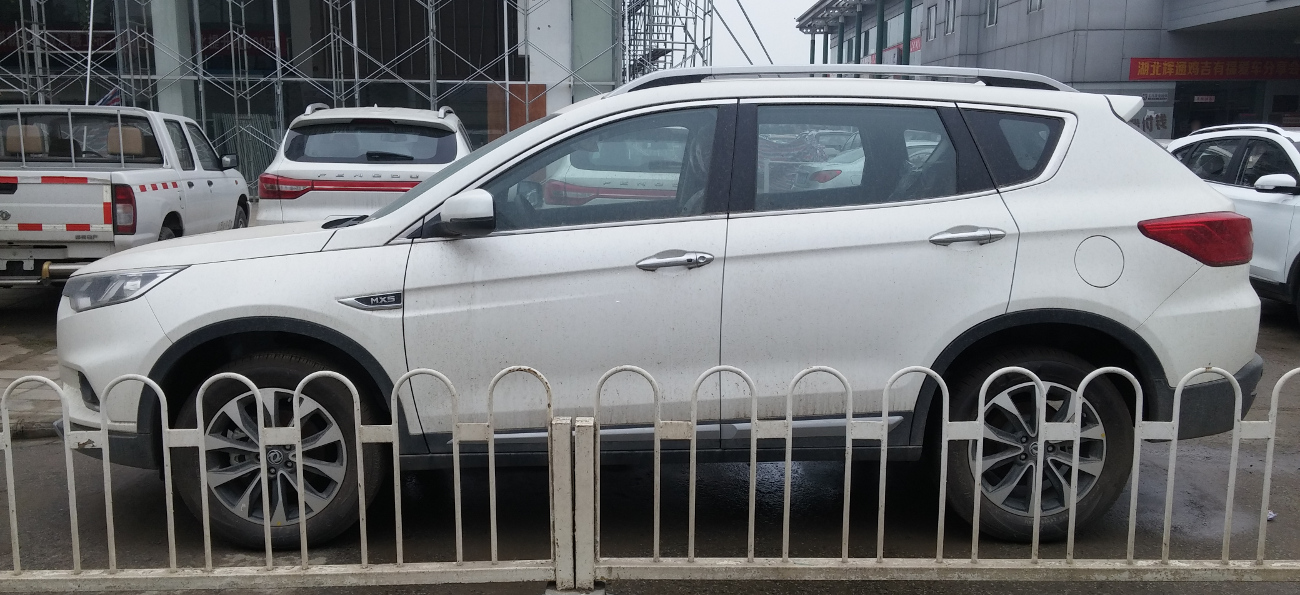

## امکانات
- قفل مرکزی
- کیلس استارت
- کروز کنترل
- رادار پارک
- سیستم پایش فشار باد تایر
- ترمز ضد قفل
- سیستم کنترل پایداری
- نمایشگر
- سانروف